# Rózsás pirók
A rózsás pirók (Carpodacus roseus) a madarak osztályának verébalakúak (Passeriformes) rendjébe és a pintyfélék (Fringillidae) családjába tartozó faj.

## Rendszerezése
A fajt Peter Simon Pallas német zoológus írta le 1776-ban, a Fringilla nembe Fringilla rosea néven.

## Alfajai
- Carpodacus roseus portenkoi Browning, 1988
- Carpodacus roseus roseus (Pallas, 1776)[2]

## Előfordulása
Észak-Korea, Dél-Korea, Kína, Kazahsztán, Japán, Mongólia és Oroszország területén honos. Kóborlásai során észlelték Dánia és Magyarország területén is. Természetes élőhelyei a tűlevelű erdők és cserjések, valamint mérsékelt övi füves puszták.

### Kárpát-medencei előfordulása
Magyarországon alkalmi vendég, rendkívül ritka kóborló.

## Megjelenése
Testhossza 15-16 centiméter, szárnyfesztávolsága 25-28 centiméter. Mint neve is mutatja, tollazatában a vörös szín dominál, a háta és szárnya barna.
|  |

## Életmódja
Fa- és fűmagokat, bogyókat és fenyőrügyeket fogyaszt, felkeresi az emberi területeket is hulladékot keresgélve. Megfelelő időjárás és táplálék esetén állandó, rossz életkörülmények hatására délebbre húzódik.

## Szaporodása
Magányos fészkelő, erdőkben és bozótosokban.
|  |

## Természetvédelmi helyzete
Az elterjedési területe rendkívül nagy, egyedszáma pedig stabil. A Természetvédelmi Világszövetség Vörös listáján nem fenyegetett fajként szerepel. Magyarországon védett, természetvédelmi értéke 10 000 Ft.